# Leptoseris glabra
Leptoseris glabra is een rifkoralensoort uit de familie van de Agariciidae. De wetenschappelijke naam van de soort is voor het eerst geldig gepubliceerd door Dinesen in 1980.